# Мергенталер, Отмар
О́тмар Мергента́лер (англ. Ottmar Mergenthaler, 11 мая 1854, Бад-Мергентхайм, Баден-Вюртемберг — 28 октября 1899, Балтимор, Мэриленд, США) — американский изобретатель в области полиграфии, создатель линотипа.
В возрасте 14 лет поступил в часовую мастерскую. В 1872 году переехал в США. По другой информации это произошло в 1868 году и было связано избежать военной службы. Работал в магазине научных приборов и инструментов в Вашингтоне. Во время ремонта печатной машинки пришёл к идее о создании наборной машины, исключающей ручной набор шрифта. В 1884 году завершил работу по созданию первой наборной строкоотливной машины — линотипа. Получив в 1884 году патент на своё изобретение, вместе с Джеймсом Клефаном основал компанию по производству линотипов. Первые выпущенные машины были установлены в сборочном цехе газеты «Нью-Йорк Трибьюн» в 1886 году. В 1888 году из-за разногласий с советом директоров покинул компанию, но продолжал работать над улучшением своей машины и разработал для неё более 50 усовершенствований.
Умер от туберкулёза.
Работающий линотип выставлен в музее промышленности Балтимора. Имя Мергенталера носит профессионально-техническая школа Балтимора, которая открылась в 1953 году.
В 1940-е сын и вдова Мергенталера оказали финансовую поддержку строительства кампуса университета Джонса Хопкинса.

## Награды
- Медаль Эллиота Крессона (1889)
- Медаль Джона Скотта (1889, 1891)